# Mitracarpus linearifolius
Mitracarpus linearifolius är en måreväxtart som beskrevs av Achille Richard. Mitracarpus linearifolius ingår i släktet Mitracarpus och familjen måreväxter. Inga underarter finns listade i Catalogue of Life.